# Campostoma anomalum
Campostoma anomalum е вид лъчеперка от семейство Шаранови (Cyprinidae). Видът не е застрашен от изчезване.

## Разпространение и местообитание
Разпространен е в Канада и САЩ.
Обитава пясъчните дъна на сладководни басейни, океани, заливи, реки и потоци в райони с умерен климат. Среща се на дълбочина от 0,1 до 0,6 m.

## Описание
На дължина достигат до 22 cm.
Популацията на вида е стабилна.